# 香港都會大學教育及語文學院
香港都會大學教育及語文學院（英文：School of Education and Languages, HKMU）是香港都會大學轄下的一所專門提供師資培訓及語文教育的學院。位於九龍何文田的香港都會大學是一所具有自行評審資格的高等院校，因此都大屬下的教育及語文學院是香港認可的師範院校，為香港的學校培訓認可的教師。教育及語文學院屬下設有普通話教育及測試中心及雙語教學研究中心等學術單位，提供普通話教育及測試，以及進行雙語運用及語文翻譯等教研工作。

## 設立宗旨
教育及語文學院的工作目標：
1. 為起始教師提供教育及專業發展課程
2. 為語文科教師提供語文教育課程
3. 提供幼兒教育及特殊教育課程
4. 提升香港公開大學學生的語文能力

## 轄下教研單位

### 普通話教育及測試中心
普通話教育及測試中心成立於2007年，該中心與國家語言文字工作委員會普通話培訓測試中心訂立協議，定期舉辦「國家普通話水平測試」。該中心同時開辦普通話課程以及應試講座，提升普通話學習者的普通話溝通能力。

### 雙語教學研究中心
雙語教學研究中心成立於2016年，主要就香港獨特的「兩文三語」教學環境及文化，以及相關的教育議題，開拓研究項目，就香港的雙語教育及雙語政策進行研究，用以提升雙語教育師資的水平。該中心計劃舉辦學術會議，廣邀國際學者到訪，進行教研交流及分享研究成果。

## 師資培訓
教育及語文學院自設立以來一直為香港的教師提供師資培訓，包括為準教師進行職前培訓，為在職教師提供持續進修，並強化教師的語文水平，提升語文教育的成效。教育及語文學院為師資培訓提供的課程，涵蓋幼稚園的幼兒教育、小學教育、中學教育及特殊教育，教育課程的認可資歷由高級文憑、學士學位、深造文憑至教育博士。
教育及語文學院設有學位教師教育文憑課程（PGDE），為有意參與教育工作及具有認可學士學位的大學畢業生，提供學位教師所須的師資培訓，完成課程及通過考核後，可向教育局註冊成為檢定教員，在政府認可的中小學擔任教師。此外，教育及語文學院定期組織香港學界，與來自中國國內及世界各地的教師及教學團體進行參訪交流，增進瞭解及分享教學經驗，從而促進教育的研究及發展。

## 主要課程

### 博士課程
- 教育博士

### 研究生課程
- 教育碩士
  - 教育碩士
  - 教育碩士（幼兒教育）
  - 教育碩士（中國語文教育）
  - 教育碩士（英國語文教育）
  - 教育碩士（通識教育）
  - 教育碩士（通識科專業課題）
  - 教育碩士（戲劇與語文教育）
- 語言研究碩士（中國語言學）
- 深造證書
  - 兒童發展深造證書
  - 課程與評估深造證書
  - 中國語文教育深造證書
  - 教學中文學科研究深造證書
  - 戲劇教育深造證書
  - 教育管理深造證書
  - 教學英文學科研究深造證書
  - 現代英語及語言學習深造證書
  - 通識教育教學深造證書
- 學位教師教育深造文憑（小學）
- 學位教師教育深造文憑（中學）
- 教育證書

### 本科課程
- 教育榮譽學士（幼兒教育：領導及特殊教育需要）
- 教育學士（幼兒教育）
- 教育學士（幼兒教育：特殊教育）
- 教育榮譽學士（小學教育）（英文專科）
- 教育榮譽學士（小學教育）（中文專科）
- 語言研究榮譽學士（英文）及學位教師教育深造文憑（小學）
- 語言研究榮譽學士（英文）及學位教師教育深造文憑（中學）
- 英語教學榮譽教育學士及英語研究榮譽學士
- 教育榮譽學士（中國語文教學）及語言研究榮譽學士（應用中國語言）
- 語言研究學士（英文）
- 語言研究榮譽學士（英文）
- 語言硏究榮譽學士（應用中國語言）
- 教育榮譽學士（英文專科）及語言研究榮譽學士（英文）雙學位
- 英語教學榮譽教育學士及英語研究榮譽學士雙學位
- 英語研究榮譽學士
- 英語教學榮譽教育學士及英語研究榮譽學士
- 教育榮譽學士（中國語文教學）及語言研究榮譽學（應用中國語言）
- 語言硏究（雙語傳意）榮譽學士，國際商業榮譽學士

### 副學位課程
- 語言研究副學士（英文）
- 幼兒教育文憑
- 幼兒教育高級文憑（特殊教育）
- 教育證書（小學英文專科／小學中文專科）
- 教育證書（中學英文專科／中學中文專科）
- 小學數學教育證書：學科知識與教學法
- 小學普通話教學證書
- 英語運用證書
- 基礎漢語證書

### 附註
有部分為在職教育人員提供的證書、本科及深造課程設有觀課評核，申請人在報讀課程前須要徵得任教學校的校長同意，讓大學教員進入課堂觀課。

## 外部連結
- School of Education and Languages (E&L), Hong Kong Metropolitan University (HKMU) （页面存档备份，存于）